# François Pinel
Pour les articles homonymes, voir Pinel.
François Pinel fut un luthiste et théorbiste français (Paris, vers 1624 - 18 mai 1709).

## Biographie
Son frère Germain Pinel, d'au moins 20 ans son aîné, était lui-même luthiste, comme plusieurs autres membres de la famille (notamment les trois fils de Germain : Jean-Baptiste, Jean et Séraphin).
Son nom est mentionné en janvier 1656, alors qu'il participe avec son frère Germain et son neveu Séraphin à un « ballet de Psyché » donné devant Louis XIV, et composé par Jean-Baptiste Lully et Jean-Baptiste de Boësset. Ils font partie d'un ensemble de 7 musiciens dont le jeu, ce soir-là, « charme l'ouïe » de l'auditoire.
François Pinel se consacre au théorbe mais aussi au chant, et participe aux concerts de la Chambre de sa Majesté. En 1665, Lully est le parrain de sa fille Françoise. Louis XIV l'autorise en octobre 1667 à racheter une charge d'« ordinaire de la musique de la Chambre pour le théorbe ».
Il jouit d'une belle notoriété, jouant à la cour et enseignant à la ville. Il est cité parmi les maîtres théorbistes de son époque : Charles Hurel, Robert de Visée, Le Moine...

## Source
- Monique Rollin et Jean-Michel Vaccaro, Œuvres de Pinel, Paris, CNRS, coll. « Corpus des luthistes français », 1982, 1re éd., 201 p. (ISBN 2-222-03147-8), p. XXIII